# Мемориальный мост Ветеранов (Чаттануга)
Мемориальный мост Ветеранов (англ. Veterans Memorial Bridge) — мост через реку Теннесси в городе Чаттануга (штат Теннесси, США).

## Описание
Мост был построен в 1984 году и имеет основной пролёт длиной 130 м. Он соединяет Авеню Джорджии через реку Теннесси и заповедник МакЛеллана на острове Одубон, который является убежищем животных на острове на реке. Это один из 4 мостов, пересекающих реку Теннесси в центре города Чаттануга. В Соединенных Штатах Америки есть по крайней мере 13 других мостов под названием «Мемориальный мост ветеранов».
Мемориальный мост ветеранов был построен с целью почтить память американских ветеранов за их службу и приверженность Соединенным Штатам Америки. Мост является свидетельством сообщества Чаттануга, патриотизма Теннесси, а также показывает, насколько сильным является сообщество, когда оно объединяется. Мемориальный мост ветеранов помогает рассказать историю ветеранов, оставаясь сильными и хорошо сохраняемую городом. Мост также чествует ветеранов развевающимися американскими флагами, которые заменяют два раза в год. Первоначально флаги были установлены на Мемориальном мосту ветеранов анонимным спонсором, который каждый год тратил из собственных средств более 40 000 долларов на замену флагов и их хорошее состояние. Флаги представляют доблесть, храбрость и мужество заслуженных ветеранов. После того, как анонимный донор прекратил замену флагов, местный житель Чаттануги, Скотт Маккензи, организовал сбор средств на обновление флагов жителями города. С этого момента жители Чаттануги могут отдать дань уважения отдельным ветеранам, подарив флаг Мемориальному мосту ветеранов. Организации Чаттануги также участвуют в возвращении ветеранов, жертвуя флаги для моста.

## Значение для города
Мемориальный мост ветеранов является важной частью для города Чаттануга, будучи местом проведения различных мероприятий, таких как Большая гонка резиновых уток Чаттануги и празднование 100-летия Подготовительной школы для девочек.
Большая гонка резиновых уток в Чаттануге очень похожа на гонку на резиновой утке в Ноксвилле. Обе гонки собирают средства для детских клубов в районе Теннесси. Клуб, для которого собирается гонка на уток Чаттануги, — это Клуб мальчиков в Чаттануге, INC. Во время Великой гонки на резиновых утках в Чаттануге проезжая часть Мемориального моста ветеранов закрыта, чтобы люди могли посмотреть на гонку на уток сверху.
Другим событием, в котором Мемориальный мост ветеранов сыграл важную роль, было празднование 100-летия Подготовительной школы для девочек. Во время этого празднования 2005 года вся школа прошла через Мемориальный мост ветеранов к школьным мероприятиям, которые включали выступающих и программу видеоистории. Как и в гонке на утках, часть моста была закрыта, чтобы девушки могли безопасно перейти на другую сторону.

## Правила
Из-за возможной опасности гражданам запрещено кататься на скейтборде или роликах на Мемориальном мосту ветеранов. Чтобы сохранить целостность моста, существует строгий контроль над рекламой на Мемориальном мосту ветеранов. Чтобы реклама была размещена возле моста, она должна соответствовать строгим правилам.

## Улучшение освещения
В 2011 году Дэн Джонсон приобрел фонари для замены старых на Мемориальном мосту ветеранов; огни под мостом — новое освещение. Огни будут работать на 50 % мощности, и полиция будет иметь возможность изменять мощность своих компьютеров.